# عین قضیب
عین قضیب (به عربی: عین قضیب) یک منطقهٔ مسکونی در سوریه است که در استان طرطوس واقع شده‌است. عین قضیب ۶۳۰ نفر جمعیت دارد.